# Estroma (anatomia cel·lular)

Diagrama representant l'unlraestructura interna d'un cloroplast

L'estroma és l'espai líquid que envolta els granes dins del plastidi del cloroplast. Per analogia amb el mitocondri l'estroma es correspondria a la matriu mitocondrial.
Dins l'estroma hi ha piles de grana de tilacoides, els suborgànuls on comença la fotosíntesi
, amb el benentès que contenen els pigments fotosintètics, abans que els canvis químics es completin a l'estroma.
La fotosíntesi ocorre en dos estadis. En el primer estadi captura l'energia de la llum i la fa servir per molècules d'emmagatzematge d'energia ATP i NADPH. Durant el segon estadi, fa servir aquests productes per capturar i reduir nitrogen.
Les sèries de reaccions redox que tenen lloc a l'estroma s'anomenen col·lectivament cicle de Calvin i a tres fases: Fixació de carboni, reaccions de reducció i regeneració de la ribulosa 1,5-bisfosfat (RuBP).